# Engyum howdeni
Engyum howdeni là một loài bọ cánh cứng trong họ Cerambycidae.